# Edmundo Pinto
Edmundo Pinto de Almeida Neto (Rio Branco, 21 de junho de 1953 - São Paulo, 17 de maio de 1992), mais conhecido como Edmundo Pinto foi um advogado e político brasileiro filiado pela última vez ao Partido Democrático Social, exerceu os cargos de vereador de Rio Branco, Deputado Estadual e por último, governador do Acre, cargo que exercia quando foi assassinado.

## Biografia
Filho de Pedro Veras de Almeida e de Angelina Veras de Almeida. Advogado com Bacharelado em Direito na Universidade Federal do Acre iniciou sua carreira política na legenda da ARENA sendo derrotado como candidato a deputado estadual em 1974 e a vereador em Rio Branco em 1976. Após o fim do bipartidarismo graças a uma reforma política aprovada no governo João Figueiredo ingressou no PDS e em 1982 foi eleito vereador em Rio Branco e deputado estadual pelo Acre em 1986.
Na Assembleia Legislativa do Acre foi opositor dos governos Flaviano Melo e Edison Cadaxo, ambos do PMDB e em 1990 foi eleito governador do Acre numa disputa onde superou Jorge Viana (PT) em segundo turno sendo empossado em 15 de março de 1991.

## Assassinato
Na madrugada de domingo, 17 de maio de 1992, Edmundo Pinto foi morto a tiros por três homens no apartamento 707 do Hotel Della Volpe Garden na Rua Frei Caneca na capital paulista. Os criminosos roubaram Cr$ 500 mil do apartamento que ele ocupava desde 14 de maio e ainda roubaram US$ 1.500 de John Franklin Jones, hóspede do apartamento 714 e funcionário do banco norte-americano Northeast. Jones disse para a polícia que os assaltantes eram três mulatos e seu depoimento foi um dos que permitiram a prisão dos criminosos.
O assassinato ocorreu menos de 48 horas antes de depor na CPI do Congresso que investigaria suspeitas que o próprio governador foi dos dos responsáveis pela malversação de verbas para a construção do Canal da Maternidade com recursos do Fundo de Garantia por Tempo de Serviço (FGTS) num caso onde citou-se o ex-ministro Antônio Rogério Magri, cujo envolvimento não se confirmou. Houve suspeitas também sobre disputas partidárias acreanas e até "queima de arquivo". A polícia concluiu como latrocínio (roubo seguido de morte), já que houve luta corporal visto que Edmundo Pinto foi atingido por um tiro de raspão na cabeça e outro certeiro no coração.
Houve novas investigações sobre o caso em 1993 e 2003 e o mesmo foi alvo da CPI da Pistolagem em 1992 quando Gilson José dos Santos, um dos acusados de matar o governador, disse que recebera dinheiro para cometer o crime.

## Vida pessoal
Casado com Fátima Barbosa de Almeida com quem teve três filhos: Pedro Veras de Almeida Neto, Rodrigo Barbosa de Almeida Pinto e Nuana Naira Barbosa de Almeida.